# مدیر ویراستاری

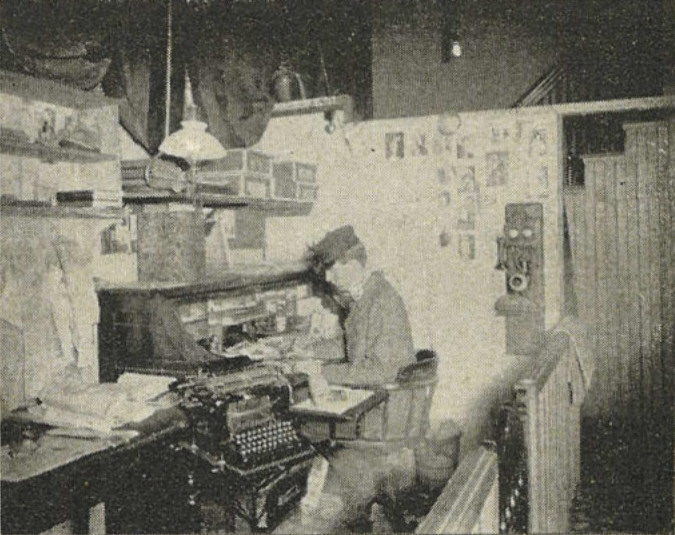
مدیر ویراستاری

مدیر داخلی عضو ارشد یک تیم مدیریتی نشریه است. مدیر داخلی به طور مستقیم به سردبیر گزارش می‌دهد و بر تمام فعالیت‌های نشریه سرپرستی و نظارت می‌کند.

## ایالات متحده
در ایالات متحده مدیر داخلی فعالیت‌های نوشتاری نشریه را هماهنگ کرده و بر آن‌ها نظارت می‌کند.
مدیر داخلی می‌تواند اعضای تحریریه را استخدام یا اخراج کند. سایر مسئولیت های او عبارتند از: ایجاد و اجرای ضرب العجل. اکثر بخش‌های ویراستاری به مدیر ویراستاری گزارش می‌دهند و او سیاست های تعیین شده توسط سردبیر را اجرا می‌کند.
یکی از کارهای او تصویب داستان برای چاپ یا تصویب نسخه نهایی است.